# Chorągwica
Chorągwica est une localité polonaise de la gmina et du powiat de Wieliczka en voïvodie de Petite-Pologne.